# Eruguera de la Sonda
L'eruguera de la Sonda (Coracina larvata) és una espècie d'ocell de la família dels campefàgids (Campephagidae). Habita la selva pluvial de les muntanyes de Sumatra, Java i Borneo.